# Benna Lemon-Brundin
Blenda "Benna" Ola Lemon-Brundin, född 3 januari 1912 i Djursholm, död 24 februari 1995 i Lidingö, var en svensk operasångerska (mezzosopran). Hon var syster till Gurli Lemon-Bernhard.
Lemon, som var dotter till operasångaren Olof Lemon och Blenda Nilsson, genomgick Operaskolan, debuterade vid Kungliga Teatern 1939 och var engagerad där 1939–1954. Hon ingick 1932 äktenskap med arkitekten Lennart Brundin (död 1984). De är begravda på Lidingö kyrkogård.